# François Lamy
Pour les articles homonymes, voir François Lamy (théologien) et Lamy.
Ne pas confondre avec Pascal Lamy, autre personnalité du Parti socialiste et contemporain de François Lamy.
François Lamy, né le 31 octobre 1959 à Brunoy (Seine-et-Oise), est un homme politique français.
Membre du Parti socialiste, il est député de l'Essonne de 1997 à 2012 puis de 2014 à 2017, maire de Palaiseau de 2001 à 2012 et ministre délégué à la Ville de 2012 à 2014, dans les gouvernements de Jean-Marc Ayrault.
Proche de Martine Aubry, il échoue à se faire élire député dans le Nord lors des élections législatives de 2017.
Il est conseiller spécial auprès du maire de Marseille Benoît Payan depuis mai 2023. Il est chargé des relations publiques et institutionnelles, et d'une mission prospective concernant Marseille 2050.

## Biographie

### Famille et formation
Fils d’un ingénieur des travaux publics de l'État, frère du haut fonctionnaire et sociologue Philippe Lamy, François Lamy est marié et père d’une fille.
Il fut élève au lycée Michelet de Vanves, puis au lycée Buffon de Paris et à l’école Saint-Sulpice. Après l'obtention du baccalauréat, il intégra l’École normale d’Étiolles. Il demeure à Palaiseau jusqu'en 2014
Il est le cousin des sœurs comédiennes Alexandra et Audrey Lamy,.

### Carrière professionnelle
François Lamy débute comme animateur socioculturel, puis suit une formation d'instituteur de 1978 à 1980. Il exerce en tant qu'instituteur de 1981 à 1985.

### Parcours politique
François Lamy commence sa carrière politique comme beaucoup d'élus par le militantisme en s'impliquant dans les années 1970 dans les Comités Chili puis le boycott de la Coupe du monde de foot en Argentine en 1978. La même année, il intègre  le PSU.
C'est sous les couleurs de ce parti, qu'il devient, en 1983, adjoint au maire de Palaiseau à la suite des élections municipales. Imitant l'ancienne candidate du PSU à l'élection présidentielle Huguette Bouchardeau, il adhère au Parti socialiste (PS) en 1985.
Au PS, il est assistant chargé du secteur cadre de vie jusqu’en 1988.
Il est nommé chef de cabinet de Robert Chapuis, secrétaire d'État à l’enseignement technique. En 1991, il est assistant de Gérard Gouzes, président de la commission des lois constitutionnelles, de la législation et de l'administration générale de la République, puis conseiller technique au cabinet de Martin Malvy, secrétaire d’État chargé des relations avec le Parlement. Il entre au ministère du Budget en 1992.
Il est élu au conseil régional d'Île-de-France lors des élections régionales de 1992, où la liste du PS arrive en troisième position en Essonne avec 14,38 % des suffrages. Lors des élections cantonales de 1994, il obtient 13,71 % au premier tour dans le canton de Palaiseau, s’effaçant face au conseiller général sortant communiste Robert Vizet. Pour les élections municipales de 1995 à Palaiseau, il est tête de la liste socialiste qui obtient 17,33 % des suffrages, avant d’intégrer au second tour la liste communiste finalement défaite, devenant conseiller municipal d’opposition.
Il remporte les élections législatives de 1997 dans la sixième circonscription de l'Essonne avec 53,12 % des voix contre la députée sortante RPR Odile Moirin. Les élections municipales de 2001 lui permettent de prendre la mairie de Palaiseau à la droite dès le premier tour avec 54,84 % des suffrages. En vue de l’élection présidentielle de 2002, il apporte son soutien au candidat socialiste Lionel Jospin. Lors des élections législatives suivantes, il est réélu député avec 51,54 % des voix au second tour. En 2007, il est à nouveau vainqueur des élections législatives avec 52,64 % des voix puis réélu maire de Palaiseau lors des élections municipales de 2008 avec 51,82 % des voix au deuxième tour.
En décembre 2008, il devient conseiller politique de la première secrétaire du Parti socialiste Martine Aubry. En juillet 2011, il est nommé directeur de l'équipe de campagne de Martine Aubry pour la primaire socialiste.
En mai 2012, il entre dans le gouvernement de Jean-Marc Ayrault après la victoire de François Hollande à l’élection présidentielle, au poste de ministre délégué chargé de la Ville. Le 23 mai 2012, il annonce sa démission du poste de maire de Palaiseau, décision rendue officielle par le vote du conseil municipal le 2 juin 2012. En juin 2012, il remporte l'élection législative avec 57,77 % des suffrages ; il est confirmé dans le second gouvernement de Jean-Marc Ayrault et laisse son siège à son suppléant Jérôme Guedj. Le 28 juin 2012 il démissionne de la présidence de la communauté d'agglomération du plateau de Saclay. François Lamy est ministre jusqu'au 31 mars 2014, date de la démission du gouvernement Ayrault. Il redevient ensuite député.
Le 15 novembre 2014, il annonce avec Martine Aubry qu'il s'installe à Lille. Il démissionne de son mandat de conseiller municipal d'opposition à Palaiseau, mais reste député de l'Essonne. Il justifie ce choix en expliquant qu'il restera « député de la nation »[réf. nécessaire].
À la suite de l'attentat contre Charlie Hebdo, il organise une manifestation d'union nationale ouverte à tous sauf au Front national, ouvrant ainsi une controverse politique,.
Il soutient Benoît Hamon au second tour de la primaire citoyenne de 2017.
Le 17 décembre 2016, le PS annonce l'investiture de François Lamy dans la première circonscription du Nord pour les élections législatives de 2017, la maire de Lille ayant manœuvré au sein des instances du parti pour imposer son fidèle bras droit,. Il est battu dès le premier tour avec seulement 9,14 % des voix perdant un « fief » du Parti socialiste jugé « imperdable ». En 2019, il rompt avec Martine Aubry. Après plus de quarante ans passés au PS, François Lamy quitte le parti en octobre 2021 pour rejoindre l'équipe de campagne de Yannick Jadot, candidat EELV à l'élection présidentielle,.

## Synthèse des fonctions politiques

### Fonctions ministérielles

#### Ministre délégué à la Ville
À la suite de l’élection présidentielle de 2012 remportée par le socialiste François Hollande, il est nommé ministre délégué chargé de la Ville auprès de la ministre de l’Égalité des Territoires et du Logement Cécile Duflot dans le gouvernement de Jean-Marc Ayrault I,. Il se déclare alors favorable au droit de vote des étrangers. Il quitte cette fonction lorsque Manuel Valls devient Premier ministre.

### Mandats nationaux

#### Député de la sixième circonscription de l’Essonne
François Lamy est élu député dans la sixième circonscription de l'Essonne le 1er juin 1997 pour la XIe législature, il fut réélu le 19 juin 2002 pour la XIIe législature, le 17 juin 2007 pour la XIIIe législature puis le 17 juin 2012 pour la XIVe législature.
À l’Assemblée nationale, il est membre du groupe parlementaire socialiste, radical, citoyen et divers gauche. Il siège à la commission de la défense nationale et des forces armées à partir de 1997,, puis à la commission des affaires étrangères à partir de 2000. Il est membre de la commission d’enquête parlementaire sur les agissements, l’organisation, le fonctionnement, les objectifs du groupement Département protection sécurité, il est vice-président en 1997 puis président du groupe d’amitié France-Bosnie-Herzégovine à partir de 2002,, secrétaire du groupe d’amitié France-Maroc à partir de 2007, vice-président du groupe d’études sur la Palestine, membre du groupe d’amitié France-Rwanda, membre du groupe d’études sur le Kosovo et de celui sur les sectes.
Il est le coauteur d’un rapport sur la guerre du Kosovo et sur le contrôle parlementaire des opérations extérieures.

### Fonctions partisanes
François Lamy adhère au Parti socialiste en 1985 et devient assistant chargé des questions du cadre de vie jusqu’en 1988. En 2000, il intègre le bureau national et est secrétaire national chargé des adhésions de 2000 à 2005, de la vie associative de 2005 à 2007 et des questions de défense à partir de cette date. Il préside le club « Réformer », groupe de réflexion politique fondé par Martine Aubry. Il devient son bras droit lors du congrès de Reims et est nommé conseiller politique de la première secrétaire du Parti socialiste lors du congrès national du 6 décembre 2008. En avril 2014, après avoir été évincé du gouvernement Valls, il est nommé conseiller spécial et politique du cabinet de Jean-Christophe Cambadélis, premier secrétaire du PS. En juin 2015, il hérite du portefeuille des relations extérieures. Il est rattaché auprès du premier secrétaire.

### Mandats locaux

#### Conseiller régional d’Île-de-France
François Lamy est élu conseiller régional le 23 mars 1992 et conserve son siège durant un mandat jusqu’au 15 mars 1998.

#### Mairie de Palaiseau
François Lamy est élu conseiller municipal d’opposition de Palaiseau le 19 juin 1995 puis élu maire le 19 mars 2001 et réélu le 16 mars 2008. À ce titre, il siège au syndicat intercommunal pour l’équipement des communes des vallées de l’Yvette et de la Bièvre et siège au syndicat mixte d'études et de programmation du Nord-Centre Essonne. Il démissionne de son mandat de maire le 2 juin 2012 et reste conseiller municipal. Il est réélu conseiller municipal lors de l'élection municipale de 2014 mais la liste sur laquelle il se présente est battue par celle de droite. En novembre 2014, François Lamy déménage à Lille et démissionne de son poste de conseiller municipal à Palaiseau.

#### Président de la communauté d’agglomération du plateau de Saclay
François Lamy est président de la communauté d'agglomération du plateau de Saclay du 30 décembre 2003, au 28 juin 2012.

## Mises en cause médiatiques

### Affaire de «l'oubli fiscal»
Le 16 septembre 2012 alors que François Lamy est ministre délégué de la ville, Mediapart révèle qu'il aurait temporairement omis de payer, en 2007, la taxe foncière et la taxe d'habitation de son domicile de Palaiseau (Essonne), alors qu'il était député-maire de la commune. Mais rapidement son service de presse du ministre confirme à Mediapart qu'un problème d'adresse a eu lieu et que les paiements ont depuis été rattrapés.

### Affaire du «permis de construire illégal»
Le 10 octobre 2012, le site d'information Mediapart affirme que François Lamy n’a pas obtenu l’avis favorable de l’architecte des bâtiments de France avant de construire sa maison, située dans le périmètre de l'église Saint-Martin, à Palaiseau. La mairie de Palaiseau avait demandé rétroactivement l’avis de l’administration, ce qui, selon un responsable de la direction du patrimoine local, rendait le permis de construire « illégal »,.

## Synthèse des résultats électoraux

### Élections législatives
| Année | Parti       | Parti | Circonscription | 1er tour | 1er tour | 1er tour | 2d tour | 2d tour | 2d tour | Issue |
| Année | Parti       | Parti | Circonscription | Voix     | %        | Rang     | Voix    | %       | Rang    | Issue |
| ----- | ----------- | ----- | --------------- | -------- | -------- | -------- | ------- | ------- | ------- | ----- |
| 1997  |             | PS    | 6e de l'Essonne | 12 074   | 27,93    | 2e       | 24 364  | 53,12   | 1er     | Élu   |
| 2002  | 15 639      | PS    | 6e de l'Essonne | 34,85    | 1er      | 21 428   | 51,54   | 1er     | Élu     |       |
| 2007  | 15 409      | PS    | 6e de l'Essonne | 34,07    | 2e       | 22 913   | 52,64   | 1er     | Élu     |       |
| 2012  | 18 016      | PS    | 6e de l'Essonne | 40,61    | 1er      | 23 941   | 57,77   | 1er     | Élu     |       |
| 2017  | 1re du Nord | PS    | 2 470           | 9,14     | 5e       |          |         |         | Battu   |       |

## Publications
Certains rapports parlementaires de François Lamy ont été publiés, dont :
- Contrôler les opérations extérieures, La Documentation française, 2000 ;
- Srebrenica : rapport sur un massacre, Paris, La Documentation française, 2002 (ISBN 978-2-11-115685-2).